# 1969 (singolo Achille Lauro)
1969 è un singolo del cantautore e rapper italiano Achille Lauro, pubblicato il 7 giugno 2019 come terzo estratto dall'album omonimo.
Il singolo ha visto la collaborazione del produttore Boss Doms e del duo Frenetik & Orang3.

## Video musicale
Il videoclip è stato pubblicato il 4 luglio 2019 sul canale Vevo-YouTube del cantante.
La coreografia del video è stata curata da Mommo Sacchetta e il ballerino principale è il noto artista di Amici Marcello Sacchetta. La parte finale del video è stata girata a Parco Sempione, Milano, lunedì 24 giugno 2019 e ha visto la partecipazione, non solo di ballerini, ma anche di diversi fan presenti all'evento organizzato da Achille Lauro e Boss Doms.